# Tadeusz Tołwiński (architekt)

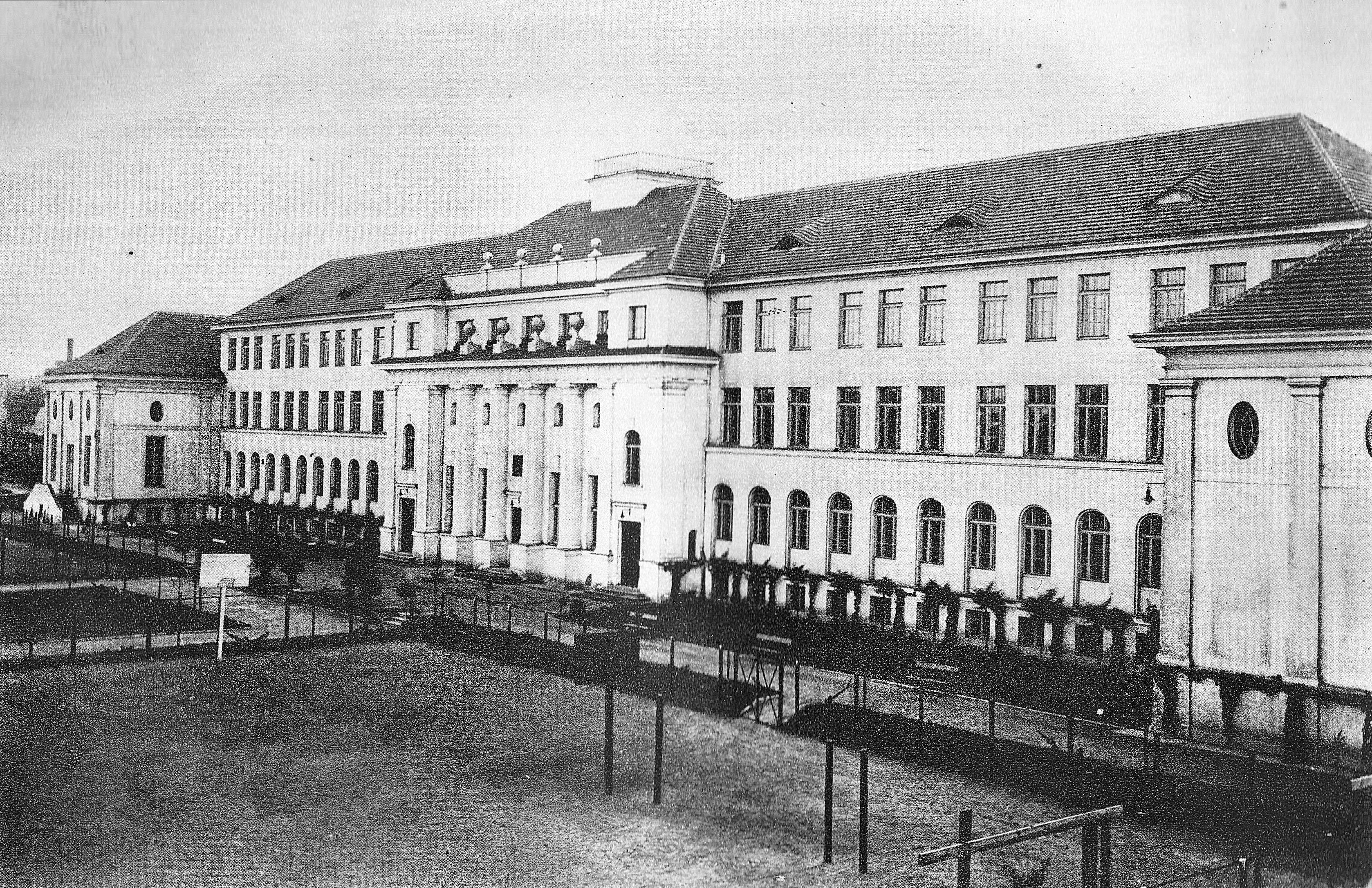
Budynek I Gimnazjum Męskiego im. gen. Sowińskiego przy ul. Młynarskiej 2

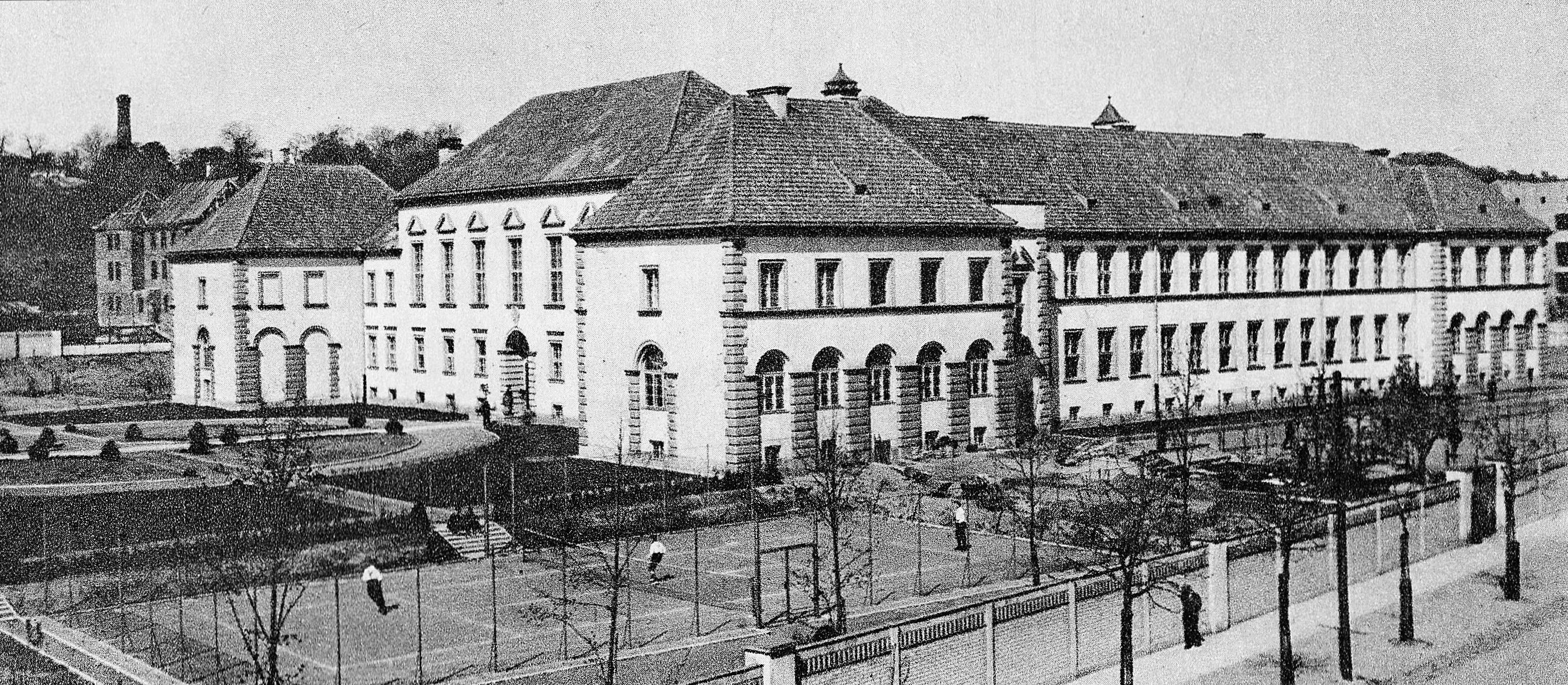
Budynek Państwowego Gimnazjum im. Stefana Batorego przy ul. Myśliwieckiej 6

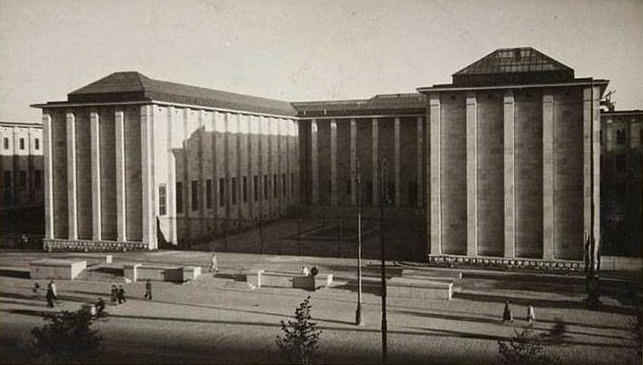
Gmach Muzeum Narodowego w Warszawie

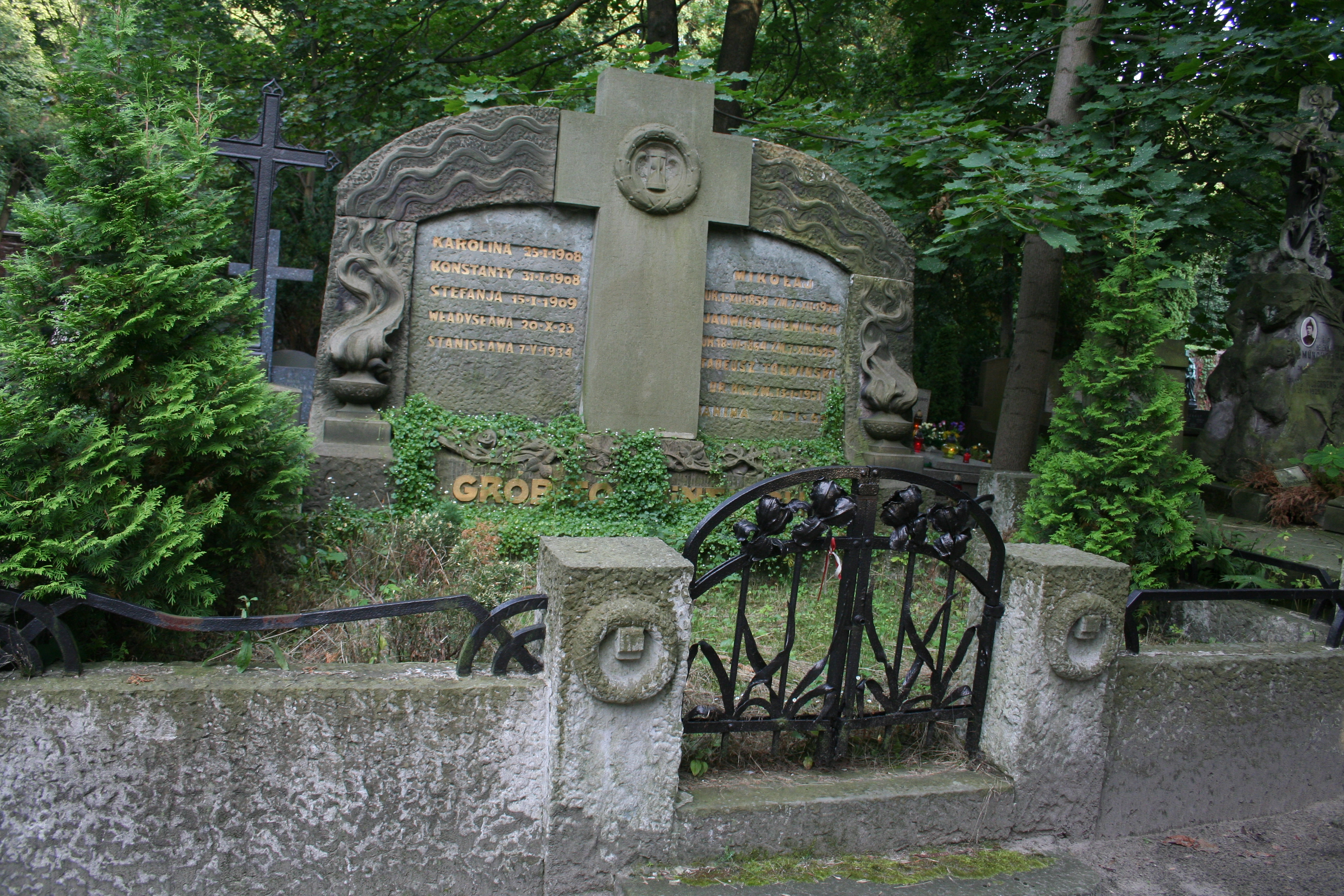
Grobowiec Tołwińskich

Tadeusz Tołwiński (ur. 6 stycznia?/18 stycznia 1887 w Odessie, zm. 13 stycznia 1951 w Warszawie) – polski architekt, przedstawiciel neobaroku i modernizmu, urbanista, historyk i teoretyk urbanistyki, profesor Politechniki Warszawskiej; autor planów regulacyjnych Warszawy (1916), planu odbudowy Kalisza (1916), projektu gmachu Muzeum Narodowego w Warszawie (1924), przewodniczący Wydziału Konserwatorskiego Towarzystwa Opieki nad Zabytkami Przeszłości.

## Życiorys
Był synem architekta Mikołaja Tołwińskiego i Jadwigi Władysławy Brzozowskiej. Po uzyskaniu matury w 1905, rozpoczął studia architekturę w Karlsruhe (1905–1911) ze specjalizacją urbanistyka. W celach naukowych zwiedzał Włochy, Francję, Rosję, Niemcy i Stany Zjednoczone. Pierwsza publikacja miała miejsce w Przeglądzie Technicznym w 1912 roku. Od 1913 po zdaniu egzaminu w Instytucie Inżynierów Cywilnych w Petersburgu, Tołwiński rozpoczął praktykę architektoniczną w Warszawie.
W 1915 był jednym z organizatorów Politechniki Warszawskiej i czynnym członkiem Towarzystwa Opieki nad Zabytkami Przeszłości. Z dniem 1 października 1920 został mianowany profesorem nadzwyczajnym, a 9 maja 1934 profesorem zwyczajnym. 
Od 1935 profesor Politechniki Warszawskiej na wydziale architektury, w latach 1937–1938 dziekan tego wydziału, od 1947 doctor honoris causa. Należał do Polskiej Korporacji Akademickiej Związek Akademików Gdańskich Wisła.
Tadeusz Tołwiński był członkiem Rady SARP. W marcu 1937 Zarząd Główny SARP wystosował oświadczenie w sprawie zajść (antysemickich) na wyższych uczelniach, szczególnie na Wydziale Architektury P.W., w którym to oświadczeniu wskazywał na bierność władz wydziału wobec ataków fizycznych na studentów żydowskich. 5 kwietnia 1937 Tołwiński zrzekł się uczestnictwa w Radzie i w stowarzyszeniu w proteście przeciwko temu listowi Zarządu. Wycofał swoją rezygnację po tym jak nadzwyczajny zjazd walny zjazd delegatów SARP odwołał Zarząd Główny i powołał nowe władze.
W czasie II wojny światowej był aresztowany przez gestapo i więziony na Pawiaku. W 1945 podjął pracę w Biurze Odbudowy Stolicy.
Został pochowany na cmentarzu Powązkowskim w Warszawie (kw. 217–VI–1/3).

## Ważniejsze prace
- zespół budynków Szkoły Tramwajowej przy ul. Młynarskiej 2 w Warszawie, a obecnie III Liceum Ogólnokształcącego im. gen. Sowińskiego przy ul. Rogalińskiej 2 (1912)
- projekt osady mieszkaniowej – miasta-ogrodu Ząbki (1912)
- projekt osady mieszkaniowej – miasta-ogrodu Podkowa Leśna (1916)
- projekt przebudowy północnej dzielnicy Warszawy – miasta-ogrodu Młociny (1916) i Żoliborza Oficerskiego (1921–1923)
- projekty willi dla spółdzielni mieszkaniowej Sadyba (1925)
- projekt odbudowy Teatru Rozmaitości (1919)
- plan regulacji Targówka i Florentynowa (1919)
- projekt osady letniskowej – miasta-ogrodu Kamienna Góra (1922–1924)
- Państwowe Gimnazjum im. Stefana Batorego przy ul. Myśliwieckiej 6 w Warszawie (1922–1923)
- regulacja i rozbudowa Kalisza, Ciechocinka i Lwowa
- Muzeum Narodowe w Warszawie
- Café de Varsovie przy ul. Nowy Świat 5 (z Franciszkiem Polkowskim)
- projekt wiaduktu linii średnicowej w Warszawie
- projekt gmachu Polskiej Poczty i Telegrafu w Warszawie (niezrealizowany)
- projekt Dworca Centralnego (III nagroda w konkursie – niezrealizowany)

## Publikacje
- Urbanistyka (t. I—II: 1934–1937; t. III: 1963)

## Odznaczenia
- Krzyż Komandorski Orderu Odrodzenia Polski (1938)[7]